# Sarina Paris
Sarina Paris (Toronto, 22 dicembre 1973) è una cantante canadese.
Nel 2000 ha ottenuto una grande popolarità internazionale grazie al singolo Look at Us.

## Biografia
Di origini italiane, ha debuttato nel 1995 con la canzone Mystery Man, pubblicata dall'etichetta discografica Captain Records e inclusa nella compilation Freestyle Is Alive In '95.
Trasferitasi in Italia nel 1996 per partecipare ad un progetto educativo per bambini, per insegnare loro la lingua inglese, è stata scoperta da Charlie Marchino e Nico Spinosa della divisione italiana della EMI, con la quale ha firmato un contratto discografico e ha debuttato con il singolo dance Look at Us, nel 2000. Il singolo non ha ottenuto un grande successo in Canada e negli Stati Uniti, trovando tuttavia una buona popolarità in Europa e in particolar modo in Italia, dove il brano è stato incluso nella compilation di quell'anno del Festivalbar.
In seguito al successo di Look at Us è stato pubblicato un nuovo singolo della cantante, Just About Enough, e l'album di debutto eponimo, Sarina Paris, contenente anche una cover del grande successo di Cyndi Lauper True Colors. Il disco è entrato nella classifica degli album statunitense. Nel 2001, in seguito al successo del suo primo singolo, è stata nominata al noto premio musicale australiano Juno Awards. Nel 2004 ha accompagnato La Toya Jackson in alcune tappe dei suoi concerti nelle Hawaii.

## Discografia

### Album
- 2001 - Sarina Paris

### Singoli
- 2000 - Look at Us
- 2001 - Just About Enough